# Forests decídues humides del nord-oest de Ghats
Les forests decídues humides del nord-oest de Ghats o boscos caducifolis humits del nord-oest de Ghats són una ecoregió forestal humida i tropical del sud-oest de l'Índia.

## Ambientació
Els boscos caducifolis humits de Ghats del nord-oest es troben a la porció nord de la serralada dels Ghats occidentals (Sahyadri). S'estén des del sud-est de Gujarat passant per Dadra i Nagar Haveli, Maharashtra, Goa i Karnataka. Cobreix els vessants orientals i occidentals de la franja oscil·lant entre els 250 i els 1000 metres d'altura i envolta l'ecoregió dels boscos de muntanyes del nord-oest de Ghats, que se situa per sobre dels 1000 metres d'altitud. L'ecoregió té una superfície de 48.200 quilòmetres quadrats. Està limitada a l'oest amb l'ecoregió dels boscos humits de la costa de Malabar, que es troba entre l'altitud de 250 metres i el mar d'Aràbia. Al seu extrem nord, l'ecoregió s'estén fins al riu Narmada, i voreja els boscos secs de fulla caduca de Kathiarbar-Gir al nord-oest i els boscos secs de fulla caduca al nord-est de la vall de Narmada. Els boscos de Wayanad a l'extrem sud de l'ecoregió marquen la transició cap al sud-oest dels boscos caducifolis humits de Ghats. A l'est, a l'ombra pluviomètrica seca dels Ghats, es troba l'ecoregió de boscos caducifolis secs de l'altiplà del Deccan meridional, els boscos secs tropicals dels quals cobreixen els contraforts orientals dels Ghats.

## Espais protegits
El 1997, el Fons Mundial per la Vida Silvestre va identificar tretze àrees protegides de l'ecoregió, amb una superfície combinada d'aproximadament 2.200 km², que abastava el 5% de la superfície de l'ecorregió.
El Parc Nacional Anshi, Karnataka (280 km²; també s'estén a les Forests de pluja montanes del nord-oest de Ghats)
Santuari de Vida Salvatge de Bahdra, Karnataka (330 km², també s'estén a les Forests de pluja montanes del nord-oest de Ghats)
Santuari de la vida salvatge de Bhimashankar, Maharashtra (30 km², també s'estén als boscos secs de fulla caduca de la vall de Narmada)
El parc nacional de Chandoli, Maharashtra (100 km², s'estén també a les Forests de pluja montanes del nord-oest de Ghats)
Santuari de la vida salvatge de Cotigao, Goa (170km²)
Santuari dels ocells de Karnala, Maharashtra (50km²)
El santuari de la fauna de Koyna, Maharashtra (90 km², s'estén també a les Forests de pluja montanes del nord-oest de Ghats)
Santuari de la vida salvatge Mookambika, Karnataka (140 km², també s'estén a les Forests de pluja montanes del nord-oest de Ghats)
Shoolpaneshwar Wildlife Sanctuary, Gujarat (330 km²)
Purna Wildlife Sanctuary, Gujarat (150 km²)
Santuari de la vida salvatge de la Vall de Sharavati, Karnataka (220 km², també s'estén a les Forests de pluja montanes del nord-oest de Ghats)
Santuari de la vida salvatge de Shettihalli, Karnataka (280 km², també s'estén a les Forests de pluja montanes del nord-oest de Ghats)
Santuari de la vida salvatge de Tansa, Maharashtra (80 km², també s'estén a les Forests de pluja montanes del nord-oest de Ghats)